# 大平町川連
大平町川連（おおひらまちかわつれ）は、栃木県栃木市の大字。郵便番号は329-4407。

## 地理
栃木市の中部、大平地域の北部に位置する。
西部を南北に栃木県道309号栃木環状線（栃木バイパス）、栃木県道11号栃木藤岡線（川連バイパス）が連続して通過する。旧・例幣使街道（栃木県道11号栃木藤岡線）沿いに細長く市街地が広がり、北部には栃木県立栃木翔南高等学校が立地している。かつて川連城跡があったが、両毛線・栃木バイパス・川連バイパスなどの建設のため、その遺構は川連天満宮に僅かに残すのみとなっている。
隣接する地名
- 東 - 大平町牛久、大平町土与
- 西 - 大平町下皆川
- 南 - 大平町蔵井
- 北 - 片柳町

河川
- 永野川

## 歴史
沿革
- 1889年（明治22年）4月1日 - 町村制施行により、栃木県下都賀郡川連村が横堀村、牛久村、土与村、蔵井村、真弓村、下高島村、上高島村、北武井村と合併し瑞穂村が成立、瑞穂村大字川連となる。
- 1956年（昭和31年）9月30日 - 瑞穂村が富山村、水代村と合併し大平村が成立、大平村大字川連となる。
- 1961年（昭和36年）11月3日 - 大平村が町制施行し大平町が成立、大平町大字川連となる。
- 2010年（平成22年）3月29日 - 大平町が栃木市（旧）、藤岡町、都賀町と合併し栃木市（新）が成立。同時に地域自治区「大平町」が設置され、栃木市大平町川連となる。

## 世帯数と人口
2017年（平成29年）8月31日現在の世帯数と人口は以下の通りである。
| 大字       | 世帯数  | 人口  |
| ---------- | ------- | ----- |
| 大平町川連 | 230世帯 | 574人 |

### 人口の変遷
総数 [戸数または世帯数：  、人口：  ]
| 1891年（明治24年） | 90戸 568人    |
| 1982年（昭和57年） | 163世帯 674人 |
| 2012年（平成24年） | 213世帯 584人 |
| 2017年（平成29年） | 231世帯 581人 |

## 施設
- 栃木県立栃木翔南高等学校
- 川連天満宮

## 交通
路線バス
- ふれあいバス
  - 藤岡線（栃木駅 - 川連 - 富田 - 和泉 - 藤岡 - 三鴨・谷中湖）
    - 栃木翔南高校入口 - 桐屋商店前 - 滝沢ハムデリカ工場前 - セブンイレブン大平川連バイパス店前 - 川連

  - 部屋線（栃木駅 - 倭町 - 片柳 - 川連 - 富田 - 水代 - 蛭沼 - 部屋）
    - セブンイレブン大平川連バイパス店前 - 川連

道路
- 栃木県道11号栃木藤岡線（旧例幣使街道・川連バイパス）
- 栃木県道252号蛭沼川連線
- 栃木県道309号栃木環状線（栃木バイパス）

## 小・中学校の学区
市立小・中学校に通う場合、学区は以下の通りとなる。
| 番地 | 小学校               | 中学校             |
| ---- | -------------------- | ------------------ |
| 全域 | 栃木市立大平東小学校 | 栃木市立大平中学校 |